# 佐藤史果
佐藤 史果（さとう ふみか、1992年3月2日 - ）は、日本の歌手。

## 来歴・人物
11歳の時に見た映画「天使にラブ・ソングを2」にて、ゴスペルに強い衝撃を受け、自らの意思でゴスペルクワイアに参加し音楽活動を開始する。参加当初は、主にコーラスパートでの練習を重ねていたが、その歌に注目したディレクターよりリードヴォーカルを取るよう3ヶ月間にわたり熱いラブコールを受け、最終的に一度練習の場でリードとして、その歌を披露したところ、他参加者からも高評価を受け、歌手になることを強く決意する。また、同時期に津軽三味線に強い衝撃を受け、吉田良一郎（吉田兄弟）に弟子入りをする。同年2003年には、米ゴスペル界カリスマEdwin Hawkins主催のワークショップに参加。L.A.の教会では、地元クワイアと共に、スティーヴィー・ワンダーの前で歌うという経験をする。2008年には、1980年代に「おしゃれフリーク」や「Good Times」等、世界的大ヒットを量産したシックや、「We Are Family」で有名なSister Sledgeに在籍、また、ジョージ・ベンソン「Give Me The Night」にてバッキングヴォーカルとしても活躍した経緯を持つNYのヴォーカリスト、Diva Grayに見初められ、マンツーマンのスペシャルトレーニングを1年間受ける。
2011年4月27日、シングル「All for you」にてデビューした。
9nineの佐武宇綺は高校時代からの親友。2011年11月5日放送の「開運音楽堂」（TBSテレビ）にゲスト出演した他、2014年8月21日に行われた9nineの武道館公演も観覧したほどである。

## ミュージックビデオ
| 監督           | 曲名            |
| 北澤"momo"寿志 | 「All for you」 |

### タイアップ
| 曲名        | タイアップ                                                                                                   |
| All for you | 日本テレビ系「ハッピーMusic」POWER PLAY                                                                      |
| からっぽ    | TBS系「COUNT DOWN TV」10月度エンディングテーマ ビーイング・チバテレビ「MUSIC FOCUS」10月度エンディングテーマ |